# Microspathodon
Microspathodon is een geslacht van straalvinnige vissen uit de familie van rifbaarzen of koraaljuffertjes (Pomacentridae).

## Soorten
- Microspathodon bairdii (Gill, 1862)
- Microspathodon chrysurus (Cuvier in Cuvier & Valenciennes, 1830)
- Microspathodon dorsalis (Gill, 1862)
- Microspathodon frontatus Emery, 1970